# Maria Philippi
Maria Cäcilia Philippi (* 26. Juli 1875 in Basel; † 17. Juni 1944 in Zürich) war eine Schweizer Altistin, Oratoriensängerin und Professorin, die vor allem für ihre Interpretationen der Werke Johann Sebastian Bachs bekannt war.

## Leben und Wirken

### Herkunft und Ausbildung
Maria Philippi war Tochter des Seidenbandfabrikanten Josef Victor Philippi und der Elisabeth Philippi (geb. Cantador). Sie hatte zwei Brüder, Rudolf und Ralf, mit denen sie ihre Kindheit im Elternhaus in Basel verbrachte.
Ein Schlüsselerlebnis für ihre Entscheidung, Sängerin zu werden, war die Teilnahme an einer Aufführung der Matthäus-Passion von Johann Sebastian Bach im Basler Münster. Dort sang sie im Basler Gemischten Chor unter dem Bach-Kenner Volkland. Sie verstand Gesang als Form des religiösen Ausdrucks und strebte danach, eine Interpretin der Bach’schen Werke zu werden.
Ihre Gesangsausbildung begann sie 1895 in Basel bei Emil Hegar. Anschliessend studierte sie von 1895 bis 1898 in Frankfurt am Main bei Julius Stockhausen, welcher sie nach Aussage von Adolf Keller «[…] nicht nur in die Geheimnisse der gesanglichen Technik, sondern in ein heiliges Kunstverständnis einführte». Weitergehend wurde Maria Philippi im Jahre 1899 bei Pauline Viardot-Garcia in Paris und schliesslich bei Signora Ferri in Turin ausgebildet. Sie wurde Altistin bzw. Contralto.

### Karriere
Nach Abschluss ihrer Ausbildung trug Maria Philippi ihr Verständnis und ihre Leidenschaft für die Musik Johann Sebastian Bachs durch Europa. Sie war Interpretin von Bachs Passionen und Oratorien sowie von Werken Mozarts. Konzertreisen führten sie über die Schweiz und Deutschland hinaus nach Österreich, in die Niederlande, nach Frankreich, Grossbritannien, Italien und Russland. In den Jahren 1901, 1925 und 1926 gab sie jeweils grosse Konzerte in Berlin sowie 1907 in Wien und 1927 in Paris.
Philippi wurde auch besonders durch ihre Interpretation der Lieder von Othmar Schoeck bekannt, von denen sie einige uraufführte. Im Jahre 1912 wirkte sie an einer Aufführung von Gustav Mahlers Lied von der Erde mit. Im März 1916 nahm sie unter der Leitung von Hermann Suter an einer von Romain Rolland gelobten Aufführung von Bachs Matthäus-Passion im Basler Münster teil. 1924 sang sie in Basel das Solo in der Premiere von Hermann Suters Le Laudi di San Francesco d’Assisi.
Neben ihrer Tätigkeit als Sängerin war Maria Philippi auch als Gesangslehrerin aktiv. Sie unterrichtete von 1925 bis 1939 an der Musikhochschule in Köln. Zu ihren Schülerinnen gehörten Sopranistinnen wie Walburga Wegner und Helene Fahrni sowie Altistinnen wie Lore Fischer und Hildegard Hennecke. Mit Ausbruch des Zweiten Weltkriegs kehrte sie in die Schweiz zurück und setzte ihre Lehrtätigkeit bis zu ihrem Tod in Zürich und Basel fort. Sie vermittelte dabei nicht nur die technischen Aspekte des Gesangs, sondern auch ihr Glaubensverständnis der Kunst.
In ihren letzten Lebensjahren litt Maria Philippi an Angina pectoris. Sie fand Trost in der Musik, insbesondere in religiösen Liedern. Philippi verstarb 1944 im Alter von 68 Jahren. Sie hinterliess ein bedeutendes Erbe als Sängerin und Lehrerin. Ihre Hingabe und ihr künstlerisches Verständnis, besonders in Bezug auf die Werke von Johann Sebastian Bach, prägten zahlreiche Sänger und Sängerinnen der nachfolgenden Generationen.

## Konzerte (Auswahl)
- 1900: Solistin in Josef Rheinbergers Montfort, bei einer Aufführung in Mönchengladbach[7]
- 1900: Auftritt in München bei einem Schweizer Tonkünstlern gewidmeten Abend unter Leitung von Friedrich Hegar[8]
- 1901: Debüt als Konzert-Altistin; ausserdem Teilnahme an der Aufführung der 9. Symphonie beim Eisenacher Beethoven-Fest unter Leitung von Fritz Steinbach[9]
- 1903: Solistin in Hans Hubers Caenis für Männerchor, Altsolo und Orchester op. 101, beim Tonkünstlerfest des ADMV in Basel; Teilnahme an einem Konzert mit Karl Straube, der Regers Opera 27 und 57 spielte[5]
- 1908: Auftritt beim Leipziger Bach-Fest[10]
- 1912: Interpretation von Gustav Mahlers Lied von der Erde in Prag[4]
- 1917: Liederabend gemeinsam mit August Schmid-Lindner im Gedenken an Fritz Steinbach; u. a. Aufführung der Vier ernsten Gesänge von Johannes Brahms[11]
- 1924: Solo in der Premiere von Hermann Suters Le Laudi di San Francesco d’Assisi in Basel[4]